# Denis Bećirović
Denis Bećirović (ur. 28 listopada 1975) – bośniacki polityk.

## Życiorys
W 1993 wstąpił do Socjaldemokratycznej Partii Bośni i Hercegowiny, pełniąc w niej różne funkcje. W 1998 wybrany do Parlamentu Federacji Bośni i Hercegowiny, a w 2000 do Izby Narodów Federacji Bośni i Hercegowiny. Był także członkiem Zgromadzenia kantonu tuzlańskiego. W wyborach z 2006, 2010 i 2014 był wybierany do Izby Reprezentantów Bośni i Hercegowiny. W 2018 bezskutecznie kandydował na członka Prezydium Bośni i Hercegowiny, otrzymał 33, 53% głosów, przegrywając z Šefikiem Džaferovićiem, który otrzymał 36,61%. W 2019 wybrany do Izby Narodów Bośni i Hercegowiny.
16 października 2022 wybrany na członka Prezydium Bośni i Hercegowiny, reprezentującego Boszniaków, zaprzysiężony 16 listopada 2022. Od 16 marca do 16 listopada 2024 przewodniczący Prezydium.